# Костел св. Августина і св. Івана Хрестителя в Кракові

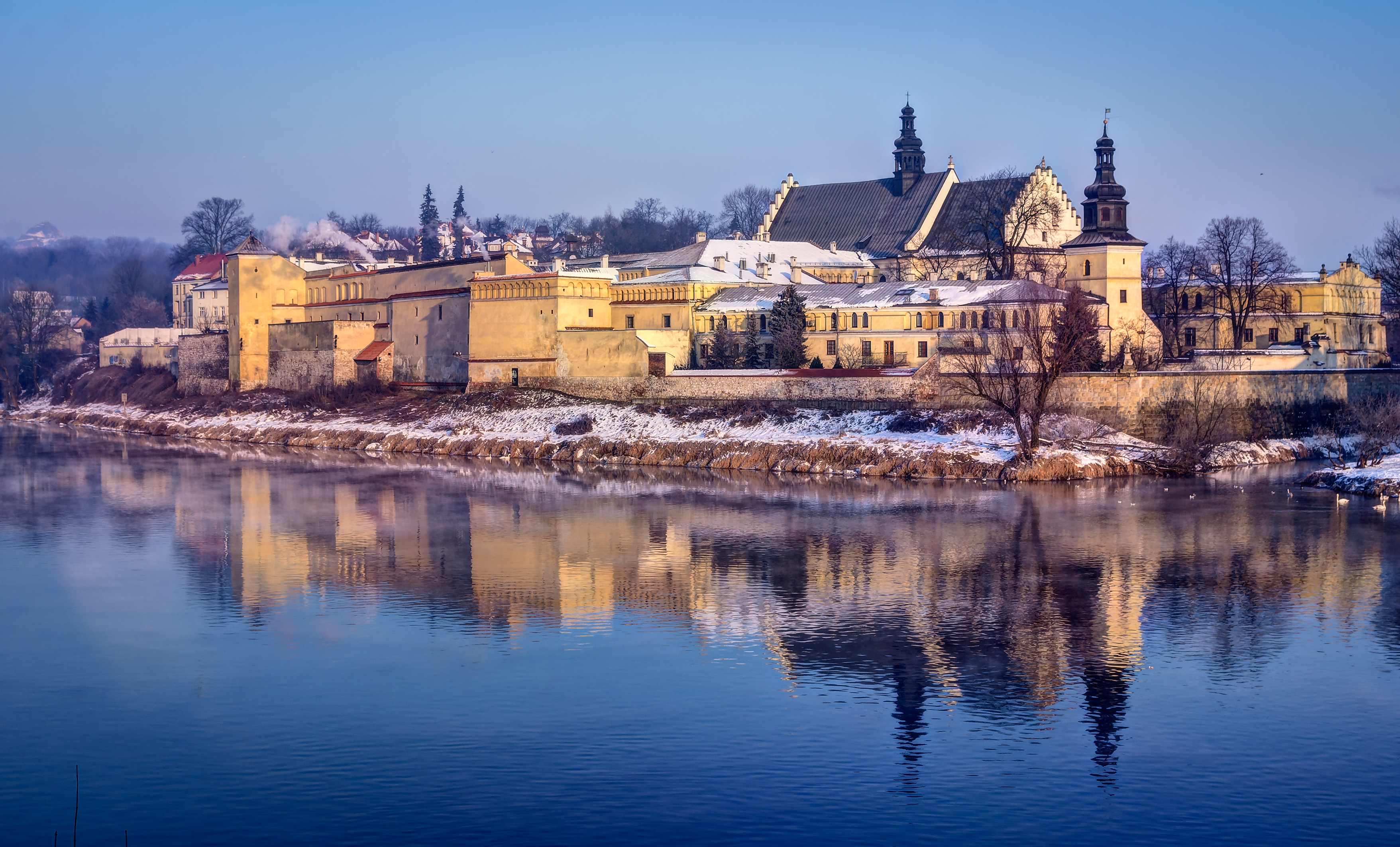
Монастирський комплекс від річці Вісла

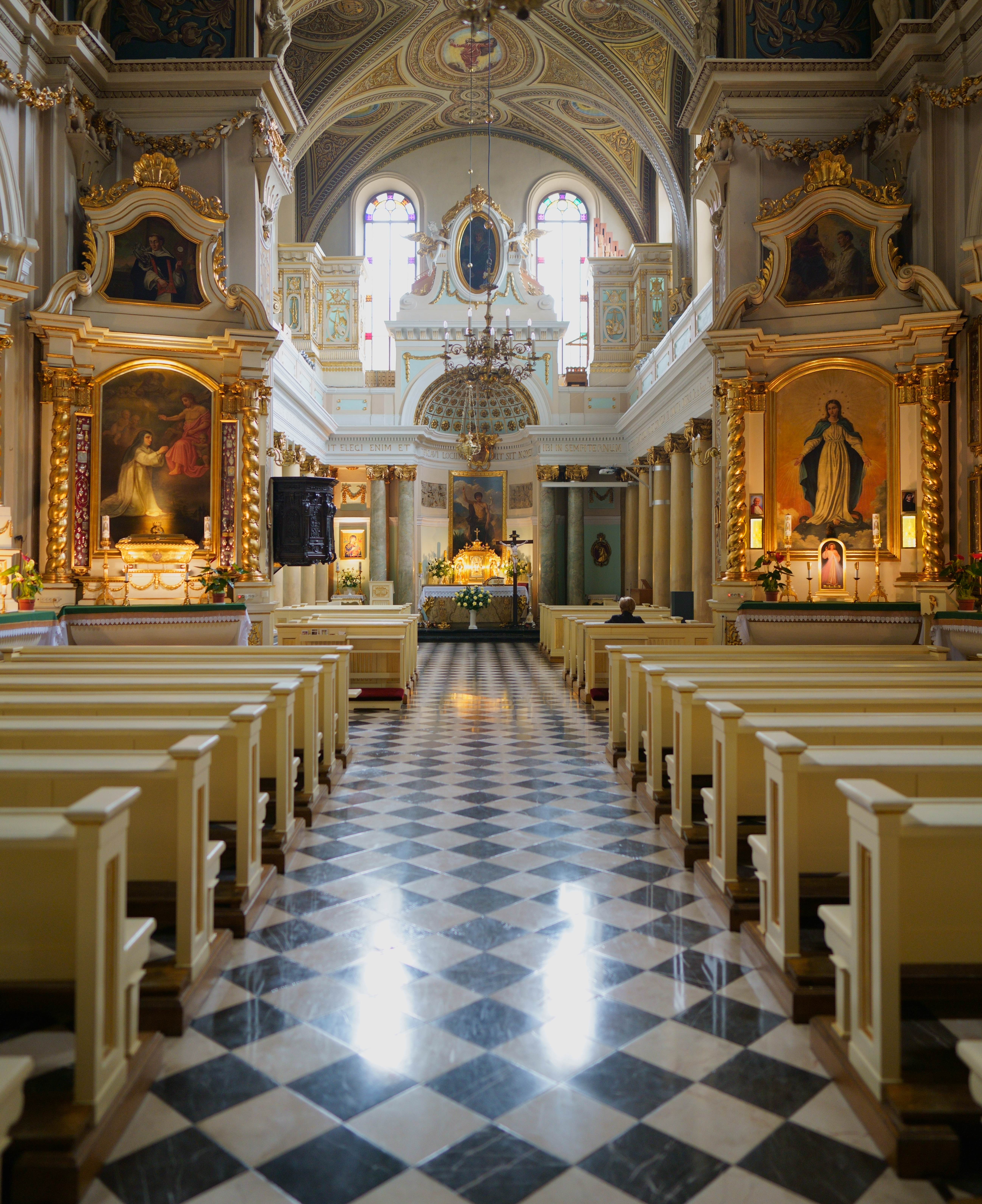
Інтер'єр костелу

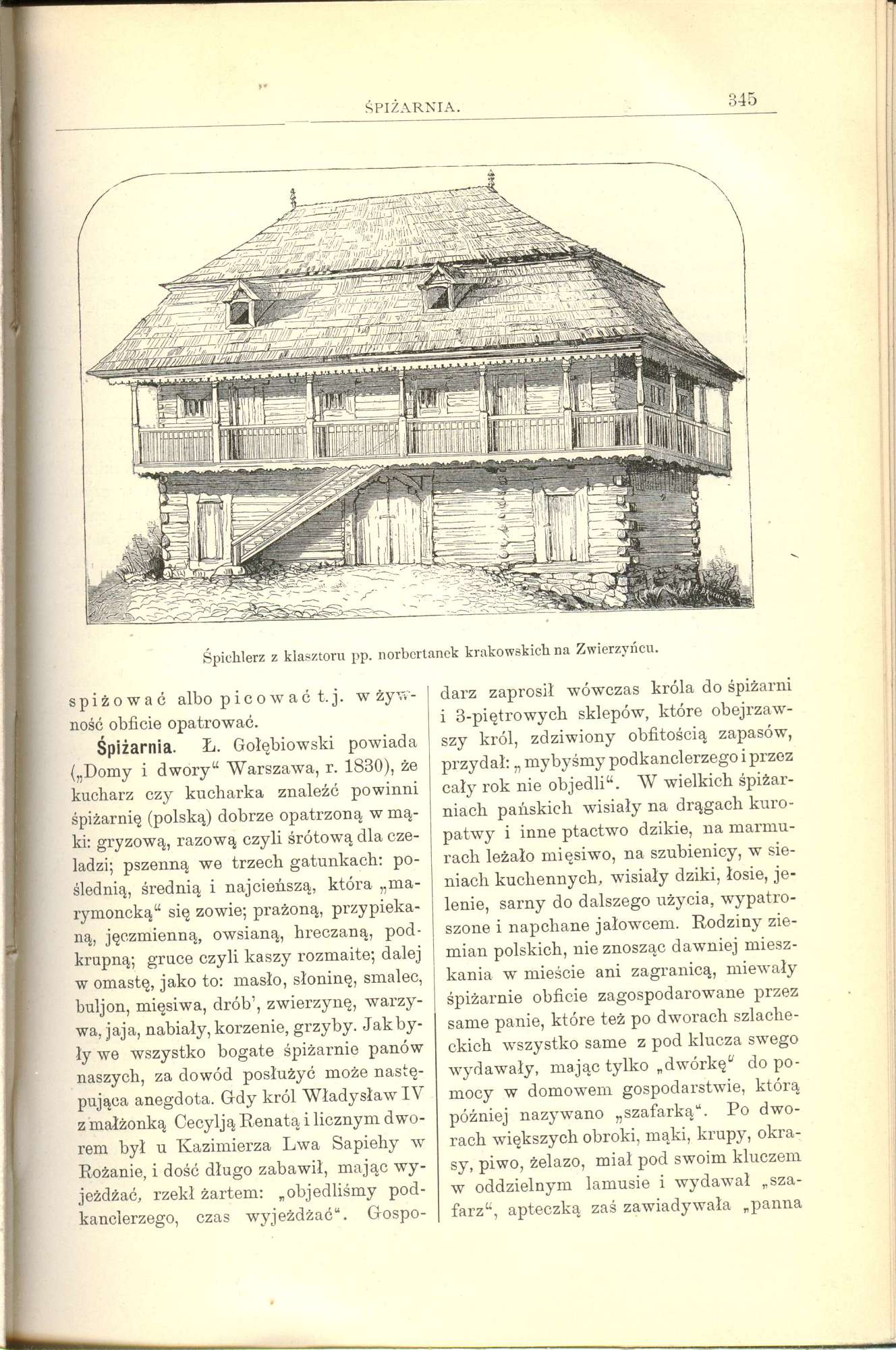
Монастирська житниця в Старопольській Енциклопедії

Костел св. Августина і св. Івана Хрестителя — римо-католицький парафіяльний костел і норбертинський жіночий монастир у Звежинці на вул. Костюшко, 88 у Кракові. Разом із прилеглим норбертинським монастирем він утворює найбільший історичний комплекс міста після Вавеля.

## Історія монастиря
Монастир був заснований у другій половині XII століття, ймовірно освячений у 1181 році. Згідно з переказами, його засновником був спадкоємець Звєжинця, лицар Якс Грифіт, який збудував монастир і костел у 1162 році після повернення з хрестового походу до Святої Землі.
Згідно з іншими джерелами, це зовсім не певно і зазвичай припускається, що конгрегація Правил св. Норберта була заснована в Звежинці між 1144 і 1165 роками. Черниці-премонстратки, найстаріший жіночий монашеський орден у Польщі, прибули до Кракова з Доксау поблизу Праги. Вважається вірогідним, що спочатку це був двомонастирський монастир, поділ на жіночу та чоловічу громаду міг відбутися після 1241 року після татарської навали.
На той час споруда була майже повністю зруйнована, від романського костелу та монастиря збереглися лише залишки стін. Найдавніші збережені фрагменти походять з 13 століття в. Це наприклад, Романський портал у притворі під вежею. Перебудований в 1255-59 роках, костел був побудований з цегли, знову в романському стилі. Він був однонефним з прямокутним приділом. За переказами, його знову зруйнували татари в 1260 і 1287 роках.
Збережені донині мури та вежі походять із часів Владислава Ягелла. На той час вони мали оборонний характер, монастир тоді знаходився за міською брамою. У вісімнадцятому столітті в монастирських укріпленнях зберігалася зброя та гармати, які в 1794 році були передані Тадеушу Костюшку. Костел горів у 1527 та 1587 роках під час облоги Кракова військом ерцгерцога Максиміліана Габсбурга. Сучасний вигляд походить від часу його великої перебудови, здійсненої в 1596—1626 роках, коли монастирем керувала ігуменя Дорота Конська. Цю реконструкцію зробили Ян Тревано та Ян Петріні. Він також був незначно пошкоджений під час шведського потопу. Костел кілька разів постраждав від розливів Вісли (1527, 1736, 1813).
Перші роки 20 століття принесли в околиці монастиря фундаментальні зміни. Щоб запобігти систематично повторюваним повеням у цій частині Кракова, у 1903—1910 роках було проведено регулювання річки Рудава. Нове русло було проведене перпендикулярно до Вісли, відрізавши частину монастирських будівель. Тоді ж було знесено останній млин у місті. Було зведено надмірно високий міст через Рудаву, прокладено дорогу вздовж насипу та дамби, внаслідок чого монастир опинився в западині, втративши багато мальовничих цінностей. Це викликало протести любителів пам'яток Кракова. У той час Станіслав Томкович писав про наслідки регулювання річки: «Це призвело до навали вандалів на Звежинець в особі інженерів, які керували роботами. Монголи і шведи зруйнували монастир — наші техніки надали б їм слави й трофеїв».
Нинішній інтер'єр костелу датується 18 століттям, коли монастирем керували настоятелька Бригіда та Магдалена Отфіновська. Інтер'єр складається з прямокутної нави та вівтаря, що завершуються прямою стіною. У наві барокові бокові вівтарі, в т.ч вівтар блаженої Броніслави з релікварієм і картиною із зображенням блаженної (автор Войцех Еліаш). Неокласичну колонаду, що оточує пресвітерій, спроектував о. Себастьян Алойзі Сераковський ; в апсиді — образ св. Івана Хрестителя Владислава Лущкевича. Над вівтарем розташовані органи, видимі з нави у вигляді двох декоративних шаф по обидва боки від вікна.
Монастир, який є однією з найкрасивіших архітектурних споруд Кракова, має цінну колекцію рукописів і стародруків, а також колекцію тканин і ремісничих артефактів.

### Млин у Звежинці
Тісний зв'язок з монастирем мав млин, який згадується ще в 1254 році. Відомості про нього є і в монастирських документах XIV—XV століть. У 1656 р. млин був повністю знищений шведами, але настоятелька Дорота Луковська дуже швидко його відбудувала. Через кілька десятиліть він став жертвою пожежі. На великому монастирському подвір'ї, біля сьогоднішнього мосту через річку Рудаву, настоятелька Зофія Конська наказала поставити новий млин. Кілька сотень років він служив настоятелькам монастиря та навколишньому населенню. Був знесений у 1908 році через зміну русла річки Рудава.

## Перекази та легенди
З норбертинським монастирем пов'язано багато традицій і легенд, характерних для Кракова, які є вітриною міста: щороку у монастирі у великодній понеділок проходить традиційний ярмарок під назвою «Емаус». В октаву Божого Тіла Лайконік зупиняється у своїй процесії в монастирі і, побавившись на подвір'ї, вирушає в бік Ринкової площі, оскільки, згідно з легендою, саме біля підніжжя монастиря багато століть тому ткачів полонили татари. Щороку процесія архібратства Страстей прямує до монастиря, де їх зустрічає норбертинська настоятелька на подвір'ї монастиря. В історії монастиря ходять розповіді про татарські напади, від яких сестри одного разу втекли на сусідній пагорб, гору св. Броніслава. Одна із них, св. Броніслава, до монастиря не повернулася — мала вілюдництво біля нинішнього Кургану Костюшка.

### Легенда про дзвін утоплеників
Таємницею монастиря є також Дзвін утоплеників. Існують різні версії цієї легенди, а в монастирських книгах є записи про проблеми з тріснутим дзвоном.
Było to dawno temu, kiedy przy klasztorze, położonym w dogodnym miejscu do przeprawy przez Wisłę, bo gdy woda opadała, można było przejechać konno na drugi brzeg, cumował prom. Korzystali z niego kupcy, jako że leżał na szlaku handlowym. Pewnej nocy ogromna wichura zerwała linę i prom popłynął z nurtem Wisły. Siostry zamierzały wybudować nowy. Nim to jednak nastąpiło, stało się nieszczęście: w nocy obudził je dźwięk sygnaturki, a kiedy przerażone wybiegły z cel, ujrzały jeźdźców pędzących na koniach — byli to kupcy — a za nimi ordę tatarską. Uciekający kierowali się w stronę przystani, nie wiedząc, że promu tam nie ma. Przybór wody nie pozwalał na bezpieczną przeprawę. I kupcy, i Tatarzy w pogoni za nimi, rzucili się w nurt Wisły. Utonęli wszyscy z wyjątkiem jednego kupca. Ten postanowił ufundować dzwon dla klasztoru. Ksieni Norbertanek wraz z kilkoma zaufanymi mniszkami udała się do Olkusza do znanego ludwisarza. Pozostałe siostry modliły się w tym czasie w klasztorze o pomyślność dzieła. Kiedy ludwisarz przywiózł dzwon, wielkie było zdumienie wszystkich; okazało się, że był pęknięty. Nie pomogły jeszcze dwie próby odlania dzwonu, za każdym razem miał pęknięcie. Podobno z tego powodu ludwisarz miał się targnąć na życie. Dzwon ze skazą w końcu zawisł w klasztorze. Mówiono o nim, że jest niedokończony, tak jak było niedokończone życie tych, którzy utonęli w Wiśle. Dzwon odzywał się co wieczór, dziesięcioma uderzeniami wzywał siostry na modlitwę za dusze topielców. Tradycja ta trwała do 1917 roku, aż Austriacy zarekwirowali go na armaty[джерело?].
Інша легенда свідчить, що татари під час одного з набігів зламали дзвін і втопили у Віслі. Відтоді на Купанину води Вісли розступаються, на поверхню піднімається дзвін, який чути, поки годинник ратуші не проб'є північ.

## Виноски
1. ↑  , Marek Żukow-Karczewski, "Zwierzyniec – nie tylko Emaus"
2. ↑  , Marek Żukow-Karczewski, "Całe miasto mówiło... O regulacji Rudawy"
3. ↑  , Marek Żukow-Karczewski, "Nie istniejące budowle Krakowa. Młyn na Zwierzyńcu"